# George Carlin
George Dennis Patrick Carlin (New York, 12 maggio 1937 – Santa Monica, 22 giugno 2008) è stato un comico, attore e sceneggiatore statunitense. Nel 2004 la rete Comedy Central lo ha classificato come secondo migliore comico statunitense di tutti i tempi alle spalle di Richard Pryor.
Era celebre per l'atteggiamento irriverente e le osservazioni sul linguaggio, la psicologia e la religione, nonché su numerosi argomenti considerati tabù negli Stati Uniti; il suo monologo Seven Dirty Words ("Sette parole volgari") degli anni settanta fu oggetto di una sentenza della Corte suprema degli Stati Uniti d'America a seguito della quale il governo statunitense fu autorizzato a regolamentare il contenuto delle trasmissioni pubbliche per evitare l'uso di un linguaggio eccessivamente volgare alla radio e alla televisione.

## Biografia
George Carlin nasce a New York e cresce a Morningside Heights, un quartiere di Manhattan, che lui soprannomina "la Harlem bianca". Viene cresciuto dalla madre che aveva lasciato il padre quando lui aveva due mesi; il padre muore quando George ha otto anni. All'età di 14 anni, Carlin lascia la scuola e si arruola nell'aviazione, formandosi al mestiere di tecnico radar; presta servizio presso la base aerea di Barksdale, a Bossier City, Louisiana. Durante questo periodo comincia a lavorare come disc jockey in una città nei pressi della base militare. Non termina il servizio: considerato "non produttivo" dai superiori, viene congedato nel luglio 1957.
A 18 anni comincia a scrivere alcuni monologhi e si esibisce come comico nei locali notturni. Trova il successo e appare nei programmi di varietà alla televisione negli anni sessanta. Sviluppa una serie di scenette che riunisce nel suo primo albo, uscito nel 1967 e registrato durante uno spettacolo realizzato l'anno precedente, intitolato Take Offs and Put Ons.
Negli anni settanta idea e sviluppa il monologo Seven dirty words, che tratta di sette parole volgari che nessuno dovrebbe pronunciare in televisione; lo sketch resta certamente il più noto della sua carriera, anche per le sue conseguenze giudiziarie: infatti nel 1972, durante uno spettacolo, Carlin è arrestato per violazione delle leggi locali a causa della volgarità dei suoi spettacoli; nel 1973 un uomo sporge denuncia presso la Commissione Federale delle Comunicazioni (FCC) dopo che suo figlio ha ascoltato questa famosa scenetta alla radio: l'emittente è citata in giudizio dalla FCC per aver violato le regole concernenti l'impiego di linguaggio osceno. Nel 1978 una sentenza della Corte Suprema degli Stati Uniti dichiara che le parole di Carlin erano volgari, ma non oscene e che la FCC avrebbe avuto l'autorità per vietare queste trasmissioni alla radio quando dei bambini potevano essere in ascolto. Questa controversia aumenta la popolarità di George Carlin che mantiene vivo questo filone delle parole volgari.

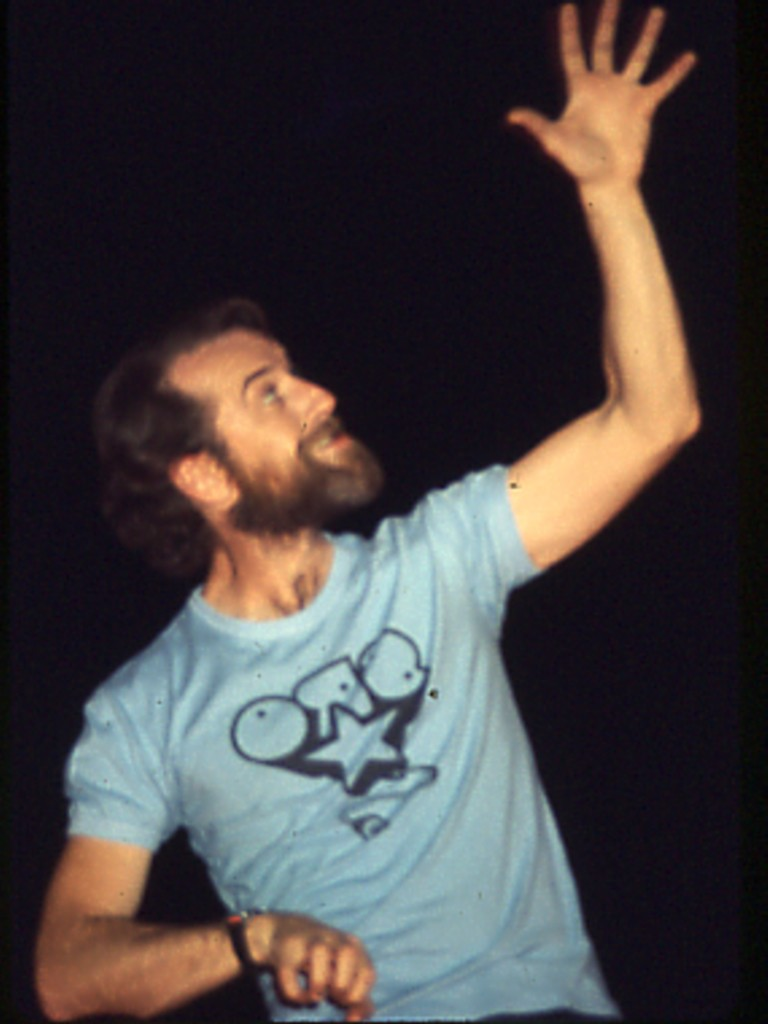
George Carlin negli anni settanta

Diviene il primo animatore della trasmissione Saturday Night Live della rete NBC nel 1975. La sua carriera continua in seguito con spettacoli quali A Place For My Stuff o Playin' With Your Head e più recentemente Life is Worth Losing nel 2005. Recita anche in serie TV e pellicole cinematografiche come Il principe delle maree (1991), Dogma (1999) e Scary Movie 3 - Una risata vi seppellirà (2003). Partecipa alle pellicole d'animazione Cars - Motori ruggenti nel 2006, dando la voce a Fillmore, il minibus Volkswagen. Muore per un attacco di cuore a Santa Monica, California, il 22 giugno 2008, a 71 anni. La settimana precedente era stato scelto dal John F. Kennedy Center for the Performing Arts per ricevere il Mark Twain Prize 2008, un premio alla carriera.

### Accuse di incoerenza
George Carlin fu accusato di essersi svenduto quando girò alcune pubblicità per il servizio 10-10-220 della compagnia telefonica MCI. Qualche anno prima, Carlin aveva espresso il suo disgusto per le pubblicità della MCI nel suo album Back in Town (1996) e nell'album You Are All Diseased (1999), contenente satira contro la pubblicità e il commercio. Carlin ammise l'incoerenza, ma non diede spiegazioni: "Cercate di spiegarvi quella merdata da soli". In alcune interviste Carlin sostenne di aver prestato il proprio volto a quelle pubblicità per pagare un grosso arretrato di tasse all'IRS.

### Carlin e la religione
George Carlin fu educato secondo i dettami della tradizione cattolica, come egli stesso narra in Class Clown. Tuttavia era un ateo dichiarato, divenuto famoso per la sua scenetta in cui parodiava e ridicolizzava la religione, in particolare quella cristiana, presentandola come «la campionessa assoluta in termini di false promesse e pretese esagerate», nella convinzione che l'uomo non deve aver timore di Dio, perché ci avrebbe creati con un libero pensiero.
(George Carlin)

### Vita privata
Il 3 giugno 1961 si sposa con Brenda Hosbrook, che aveva incontrato mentre era in tournée e che morì l'11 maggio 1997 a causa di un tumore al fegato; dal matrimonio Carlin ha avuto una figlia, Kelly, nata il 15 giugno 1963. Nel giugno del 1998, 13 mesi dopo essere rimasto vedovo, si risposa con la sceneggiatrice Sally Wade.

## Discografia
- 1966 Take Offs and Put Ons
- 1972 FM & AM
- 1972 Class Clown
- 1973 Occupation: Foole
- 1974 Toledo Window Box
- 1975 An Evening with Wally Londo Featuring Bill Slaszo
- 1977 On the Road
- 1981 A Place for My Stuff
- 1984 Carlin on Campus
- 1986 Playin' With Your Head
- 1988 What Am I Doing In New Jersey?
- 1990 Parental Advisory: Explicit Lyrics
- 1992 Jammin' in New York
- 1992 Classic Gold (Classic Gold)
- 1995 Killer Carlin
- 1996 Back in Town
- 1999 You Are All Diseased
- 1999 The Little David Years (1971-1977)
- 2001 Complaints and Grievances
- 2002 George Carlin on Comedy
- 2005 Life Is Worth Losing
- 2007 More Napalm & Silly Putty
- 2008 It's Bad for Ya

## Filmografia

### Attore

#### Cinema
- C'è un uomo nel letto di mamma (With Six You Get Eggroll), regia di Howard Morris (1968)
- Car Wash, regia di Michael Schultz (1976)
- Americathon, regia di Neal Israel (1979)
- Una fortuna sfacciata (Outrageous Fortune), regia di Arthur Hiller (1987)
- Bill & Ted's Excellent Adventure, regia di Stephen Herek (1989)
- Un mitico viaggio (Bill & Ted's Bogus Journey), regia di Peter Hewitt (1991)
- Il principe delle maree (The Prince of Tides), regia di Barbra Streisand (1991)
- Dogma, regia di Kevin Smith (1999)
- Jay & Silent Bob... Fermate Hollywood! (Jay and Silent Bob Strike Back), regia di Kevin Smith (2001)
- Scary Movie 3 - Una risata vi seppellirà (Scary Movie 3), regia di David Zucker (2003)
- Jersey Girl, regia di Kevin Smith (2004)

#### Televisione
- Quella strana ragazza (That Girl) - serie TV, 1 episodio (1966)
- I ragazzi del sabato sera (Welcome Back, Kotter) - serie TV, 1 episodio (1977)
- Disneyland - serie TV, 1 episodio (1988)
- Spazzatura business (Working Trash), regia di Alan Metter - film TV (1990)
- Shining Time Station - serie TV, 45 episodi (1991-1993)
- Shining Time Station: Second Chances, regia di Wayne Moss - film TV (1994)
- Shining Time Station: Queen for a Day, regia di Wayne Moss - film TV (1994)
- Shining Time Station: One of the Family, regia di Wayne Moss - film TV (1994)
- Shining Time Station: Once Upon a Time, regia di Wayne Moss - film TV (1994)
- Thomas & Friends: James Goes Buzz Buzz - serie TV (1994)
- The George Carlin Show - serie TV, 27 episodi (1994-1995)
- Streets of Laredo - miniserie TV, 3 puntate (1995)
- Storytime with Thomas - serie TV (1999)
- MADtv - serie TV, 1 episodio (2000)

### Doppiatore
- Il trenino Thomas (Thomas the Tank Engine & Friends) - serie TV, 64 episodi (1984-1995)
- Bill & Ted's Excellent Adventures - serie TV, 13 episodi (1990)
- I Simpson (The Simpsons) - serie TV, 1 episodio (1998)
- Tarzan 2, regia di Brian Smith (2005)
- Cars - Motori ruggenti (Cars), regia di John Lasseter e Joe Ranft (2006)
- Cenerentola e gli 007 nani (Happily N'Ever After), regia di Paul Bolger e Yvette Kaplan (2006)
- Mater's Tall Tales - miniserie TV, 2 puntate (2010)
- Thomas & Friends: Percy's Ghostly Trick, regia di David Mitton (2008)
- Thomas & Friends: Engine Friends, regia di Steve Asquith e David Mitton (2012)

## Doppiatori italiani
- Dario Penne in Dogma, Scary Movie 3 - Una risata vi seppellirà
- Carlo Sabatini in Jersey Girl
- Ugo Maria Morosi in Il caso Justine
- Manlio De Angelis in Il principe delle maree
- Dante Biagioni in Jay & Silent Bob... Fermate Hollywood!
- Michele Kalamera in Un mitico viaggio

Da doppiatore è stato sostituito da:
- Dario Penne in Cenerentola e gli 007 nani
- Ennio Coltorti in Cars - Motori ruggenti
- Stefano De Sando in Tarzan 2